# 史蒂文·埃尔姆
史蒂文·埃尔姆（英語：Steven Elm，1975年8月12日—），加拿大男子速度滑冰运动员。他曾代表加拿大参加1998年、2002年和2006年冬季奥林匹克运动会速度滑冰比赛，其中2006年冬季奥运会获得一枚银牌。